# Kenn Cox
Kenneth Louis „Kenn“ Cox II, auch Kenny Cox (* 8. November 1940 in Detroit; † 19. Dezember 2008 ebenda) war ein US-amerikanischer Jazzpianist (auch Bass, Fagott und Trompete), Komponist und Hochschullehrer.

## Leben
Kenny Cox begann zunächst Trompete zu spielen, besuchte von 1949 bis 1958 das Detroit Conservatory of Music. 1956, während seiner Ausbildung an der Cass Tech High School wechselte er zum Klavier. Nach seiner Graduierung studierte er 1959–1961 am Detroit Institute of Music Arts, um anschließend nach New York City zu ziehen, wo er bis 1966 als Begleitmusiker für Etta Jones tätig war; daneben arbeitete er dort auch mit Wes Montgomery, Kenny Dorham, Jackie McLean, Philly Joe Jones, Joe Williams, Helen Humes und Ernestine Anderson.
Nach seiner Rückkehr nach Detroit bildete er ein Hardbop-Quintett, das von George Bohannon geleitet wurde und für das er Kompositionen schrieb. Cox produzierte auch ein wöchentliches Radioprogramm (Kaleidophone) für den Sender WDET. 1967 bekam er Gelegenheit, seine Kompositionen auf zwei Alben des Blue Note-Labels einzuspielen; in seinem Contemporary Jazz Quintet spielten Ron Brooks, Charles Moore, Leon Henderson und Danny Spencer. Cox setzte seine Arbeit mit dem CJQ bis in die 1970er Jahre fort, in denen sich das Ensemble von den zeitgenössischen Fusion-Strömungen beeinflussen ließ. Cox war dann Mitbegründer der Musiker-Kooperative (und gleichnamigen Labels)  Strata, die 1970–1977 eine Reihe von Alben, Veröffentlichungen und Auftritte u. a. von Herbie Hancock, Elvin Jones, Charles Mingus und Archie Shepp organisierte. In den 1980er Jahren arbeitete er vorwiegend in Detroit, u. a. mit seiner Guerilla Jam Band, in die er Gastmusiker wie Regina Carter, James Carter, Tani Tabbal, Jaribu Shahid, Craig Taborn und Donald Walden holte und auf verschiedenen Montreux-Detroit Jazz Festivals konzertierte.
Als Musikpädagoge gründete er die Societie of the Culturally Concerned, war Adjunct Professor an der Wayne State University und der Michigan State University. Als Gastprofessor lehrte er Jazz Anthropology am Oberlin College. Er veröffentlichte ein Buch mit seinen Kompositionen, And Then I Wrote...The Music World of Kenn Cox, schrieb eine Jazz-Messe und arbeitete zuletzt mit der Band Eternal Wind mit Charles Moore und Adam Rudolph zusammen, ferner mit Yusef Lateef. 2008 erhielt Cox von der Southeastern Michigan Jazz Association den Preis für sein Lebenswerk. Er starb im Alter von 68 Jahren Ende 2008 an Lungenkrebs.

## Diskographische Hinweise
- Introducing Kenny Cox (Blue Note, 1968)
- Multidirection (Blue Note, 1969)